# سيغفريد مادسن
سيغفريد مادسن (بالدنماركية: Sigfred Madsen)‏ (26 نوفمبر 1915 – 14 يوليو 1966) هو ملاكم دنماركي راحل، مثّل بلاده في الألعاب الأولمبية الصيفية 1936.

## روابط خارجية
سيغفريد مادسن على موقع أوليمبيديا (الإنجليزية)